# ISO 3166-2:BR
ISO 3166-2:BR – kody ISO 3166-2 dla stanów oraz dystryktu federalnego w Brazylii. 
Kody ISO 3166-2 to  część standardu ISO 3166 publikowanego przez Międzynarodowa Organizację Normalizacyjną. Kody te są przypisywane głównym jednostkom podziału administracyjnego, takim jak np. województwa czy stany, każdego kraju posiadające kod w standardzie ISO 3166-1. 
Aktualnie (2017) dla Brazylii zdefiniowano kody dla 26 stanów oraz dystryktu federalnego. 
Pierwsza część oznaczenia to kod Belgii zgodnie z ISO 3166-1, natomiast druga część oznaczenia znajdująca się po myślniku to kod literowy jednostki administracyjnej. 

## Kody ISO
| Kod ISO | Nazwa jednostki administracyjnej | Nazwa jednostki administracyjnej w języku portugalskim | Rodzaj jednostki administracyjnej |
| ------- | -------------------------------- | ------------------------------------------------------ | --------------------------------- |
| BR-FR   | Dystrykt Federalny               | Distrito Federal                                       | stan                              |
| BR-AC   | Acre                             | Acre                                                   | stan                              |
| BR-AL   | Alagoas                          | Alagoas                                                | stan                              |
| BR-AP   | Amapá                            | Amapá                                                  | stan                              |
| BR-AM   | Amazonas                         | Amazonas                                               | stan                              |
| BR-BA   | Bahia                            | Bahia                                                  | stan                              |
| BR-CE   | Ceará                            | Ceará                                                  | stan                              |
| BR-ES   | Espírito Santo                   | Espírito Santo                                         | stan                              |
| BR-GO   | Goiás                            | Goiás                                                  | stan                              |
| BR-MA   | Maranhão                         | Maranhão                                               | stan                              |
| BR-MT   | Mato Grosso                      | Mato Grosso                                            | stan                              |
| BR-MS   | Mato Grosso do Sul               | Mato Grosso do Sul                                     | stan                              |
| BR-MG   | Minas Gerais                     | Minas Gerais                                           | stan                              |
| BR-PA   | Pará                             | Pará                                                   | stan                              |
| BR-PB   | Paraíba                          | Paraíba                                                | stan                              |
| BR-PR   | Parana                           | Paraná                                                 | stan                              |
| BR-PE   | Pernambuco                       | Pernambuco                                             | stan                              |
| BR-PI   | Piauí                            | Piauí                                                  | stan                              |
| BR-RJ   | Rio de Janeiro                   | Rio de Janeiro                                         | stan                              |
| BR-RN   | Rio Grande do Norte              | Rio Grande do Norte                                    | stan                              |
| BR-RS   | Rio Grande do Sul                | Rio Grande do Sul                                      | stan                              |
| BR-RO   | Rondônia                         | Rondônia                                               | stan                              |
| BR-RR   | Roraima                          | Roraima                                                | stan                              |
| BR-SC   | Santa Catarina                   | Santa Catarina                                         | stan                              |
| BR-SP   | São Paulo                        | São Paulo                                              | stan                              |
| BR-SE   | Sergipe                          | Sergipe                                                | stan                              |
| BR-TO   | Tocantins                        | Tocantins                                              | stan                              |